# Guaimaca
Guaimaca es un municipio del departamento de Francisco Morazán en la República de Honduras.

## Toponimia
Su nombre procede del náhuatl que significa: "Lugar de Grandes Amates".

## Límites
Guaimaca está situado en el Valle de Guaimaca
| Orientación | Límite                                             |
| ----------- | -------------------------------------------------- |
| Norte       | Municipio de Orica, Francisco Morazán              |
| Norte       | Municipio de San Ignacio, Francisco Morazán        |
| Norte       | Municipio de Guayape, Olancho                      |
| Sur         | Municipio de Teupasenti, El Paraíso                |
| Sur         | Municipio de San Juan de Flores, Francisco Morazán |
| Este        | Municipio de Campamento, Olancho                   |
| Este        | Municipio de Concordia, Olancho                    |
| Oeste       | Municipio de Talanga, Francisco Morazán            |
| Oeste       | Municipio de Cedros, Francisco Morazán             |

## Historia
En 1682, fundado como Santa Rosa de Guaimaca, situado a la margen izquierda del Río Jalan.
En 1971, en el primer recuento de población de 1971 aparece como Villa de Guaimaca, formando parte del Curato de Cantarranas.
En 1873, le dieron categoría de municipio.
En 1889, figurando en la División Política Territorial de 1889 como parte del Distrito de Cedros.

## División Política
Aldeas: 13 (2013)
Caseríos: 145 (2013)
| Código | Aldea                             |
| ------ | --------------------------------- |
| 080601 | Guaimaca (cabecera del municipio) |
| 080602 | Casas Viejas                      |
| 080603 | Cerro Bonito                      |
| 080604 | El Guanacaste                     |
| 080605 | El Tomate                         |
| 080606 | Gones                             |
| 080607 | La Aserradera                     |
| 080608 | La Laguna N.º 1                   |
| 080609 | Río Abajo                         |
| 080610 | Sabana Grande                     |
| 080611 | San José                          |
| 080612 | San Marcos                        |
| 080613 | Sanquín                           |
|        | El Chelón 1 y 2                   |
|        | El Destino                        |
|        | Los Leones                        |
|        | El Majastre 1 y 2                 |
|        | Rueda de Tejas                    |
|        | Arenales                          |
|        | Guarlaca                          |
|        | Las Cabañas 1 y 2                 |